# Retinitis pigmentosa
Retinitis pigmentosa (RP) je nasledna, degenerativna očna bolest koja uzrokuje ozbiljno oštećenje vida usled progresivne degeneracije štapičastih fotoreceptorskih ćelija retine. Ova forma retinalne distrofije se manifestuje inicijalnim simptomima koji su nezavisni od oka. Do uspostavljanja RP dijagnoze može doći u bilo kojem stupnju od ranog detinjstva do kasnog zrelog doba. Pacijenti u ranim RP stupnjevima prvo uočavaju kompromizovan periferni i noćni vid usled popuštanja štapićastih fotoreceptora. Progresivnoj degeneraciji štapića kasnije slede abnormalnosti u susednom retinalnom pigmentnom epitelu (RPE) i pogoršanje kupastih fotoreceptorskih ćelija. Sa pogoršanjem perifernog vida, pacijenti doživljavaju progresivni "tunelski vid" i na kraju slepoću. Bolesnici mogu isto tako da doživljavaju defektivne adaptacije pri promeni iz svetlosti u mrak, niktalopiju (noćno slepilo), i akcumulaciju koštanih čestica u fundusu.

## Dijagnoza
Dijagnoza retinitis pigmentose je dugoročna. Za dijagnozu je važan ERG, elektroretinogram, kojim se snimaju električne aktivnosti receptorskih ćelija retine. Za dijagnosu ze neophodna dokumentaciju gubljenje vida u fotoreceptorskoj funkciji. Vrsta nasleđa se određuje iz porodične istorije. Najmanje 35 različitih gena stvara nesindromski RP. 
Indikacije RP mutacionog tipa se mogu utvrditi DNK testiranjem, koje je klinički dostupno za:
- (autosomalno recesivan, Botnija tip RP)
- (autosomalno dominantan, RP1)
- (autosomalno dominantan, RP4)
- (autosomalno dominantan, RP7)
- (autosomalno dominantan, RP13)
- (autosomalno dominantan, RP18)
- CRB1 (autosomalno recesivan, RP12)
- (autosomalno recesivan, RP19)
- (autosomalno recesivan, RP20)[5]

## Genetika
Mutacija rodopsina, gena koji esencijalan za vizualnu sliku, je otkrivena 1989. godine. Danas je preko 100 mutacija ovog gena poznato. One stvaraju razne vrste oboljenja retine. Većina mutacija su nasleđena na dominantni genetski način.

## Tretman
Trenutno ne postoji tretman za retinitis pigmentosu. Naučnici i dalje pokušavaju da nađu moguće tretmane. Budući tretmani mogu da budu: retinska transplatcija, veštačka implantacija retine, genetička terapija ili lekovi.

## Spoljašnje veze
- Aachen Pro Retina Klinika
- Britansko Retinitis Pigmentosa Udruženje
- Retina Novi Zeland
- Retinitis Pigmentosa (Medline Plus)
- Više oko Retinitis Pigmentose
- Nije toliko daleko — Put jedne osobe u sljepilo
- Retinski implanti će davati bolji vid
- Bostonski Retinski Implant Projekat

|  | Molimo Vas, obratite pažnju na važno upozorenje u vezi sa temama iz oblasti medicine (zdravlja). |